# Cot Alue Seutuy
Cot Alue Seutuy är ett berg i Indonesien.   Det ligger i provinsen Aceh, i den västra delen av landet, 1 800 km nordväst om huvudstaden Jakarta. Toppen på Cot Alue Seutuy är 406 meter över havet.
Terrängen runt Cot Alue Seutuy är huvudsakligen kuperad, men åt nordost är den platt. Havet är nära Cot Alue Seutuy åt nordost.Runt Cot Alue Seutuy är det ganska glesbefolkat, med 22 invånare per kvadratkilometer. Närmaste större samhälle är Banda Aceh, 17,4 km väster om Cot Alue Seutuy. Omgivningarna runt Cot Alue Seutuy är en mosaik av jordbruksmark och naturlig växtlighet.